# Inconfidência Mineira (filme)
Inconfidência Mineira é um filme brasileiro clássico, lançado em 1948, que retrata de forma heroica os acontecimentos que levaram à morte do alferes Joaquim José da Silva Xavier na forca, em Vila Rica, no século XVIII, pela sua participação na Inconfidência Mineira (ou Conjuração Mineira).
O filme foi dirigido e escrito por Carmen Santos e Humberto Mauro, baseados na história de Henrique Pongetti. Carmen Santos iniciou o projeto em 1937 e começou a filmar em 1941, levando 11 anos para concluir as gravações e a edição do filme. Durante esse período, ela atuou, dirigiu e escreveu o roteiro do filme.
Embora Carmen estivesse profundamente envolvida no projeto, o filme foi um fracasso de bilheteria. Isso levou à falência de sua produtora, que foi vendida na década seguinte. Apesar do resultado comercial desastroso, o filme tornou-se um marco na história do cinema brasileiro e continua a ser lembrado como um dos melhores filmes nacionais já feitos.
Além disso, a Inconfidência Mineira foi um importante movimento revolucionário que ocorreu em Minas Gerais no final do século XVIII. O movimento era composto por líderes locais que buscavam a independência do Brasil e a liberdade do domínio português. Embora a conspiração tenha sido descoberta e reprimida pelas autoridades coloniais, a Inconfidência Mineira é lembrada como um importante marco na luta pela independência do Brasil.

## Elenco
- Rodolfo Mayer ... Tiradentes
- Carmen Santos ... Bárbara Heliodora
- Roberto Lupo ...Domingos Vidal de Barbosa Lage
- Oswaldo Louzada ...Inácio José de Alvarenga Peixoto
- Augusto R. Chaves ...Luiz Vaz de Toledo Piza [1]
- Antonia Marzullo ...D. Inácia
- Paulo Porto ...Padre Inácio Nogueira
- Fialho de Almeida ...Gregório Pires
- Bandeira de Mello ...Joaquim Silvério dos Reis
- Leonardo Jorge ...Tomás Antônio Gonzaga
- Caetano Júnior ...Taverneiro
- Antonio Laio ...Cel. Francisco Antunes Oliveira Lopes
- Drumond Filho ...Paula Freire de Andrade
- Frederico Rosa ...Visconde de Barbacena
- Alvaro Souza ... Cap. Rezende Costa
- Benjamin Oliveira ...Escravo de Tiradentes
- Luíza Barreto Leite
- Célia Maria
- Roberto Acácio
- Alexandre Alencastro
- Sadi Cabral
- Pedro Dias
- Oswaldo Loureiro
- Jorge Dória
- Victor Drummond
- Anselmo Duarte
- Floriano Faissal
- Brandão Filho
- Mafra Filho
- Restier Júnior
- Armando Louzada
- Graça Mello
- Manoel Monteiro
- Nelson Oliver
- Ataíde Ribeiro
- Manoel Rocha
- J. Silveira